# Дій за обставинами!
«Дій за обставинами!..» (рос. «Действуй по обстановке!..») — український радянський художній фільм 1984 року режисера Івана Горобця. Виробництво Одеської кіностудії.

## Сюжет
Березень 1945 року. Після виконання спеціального завдання в тилу ворога, броньова група майора Горєлова повертається до своїх. У пошуках пального колона входить в селище, де до групи приєднується німецька вчителька, чоловіка якої повинні розстріляти за наказом Геббельса як дезертира з вермахту, і американець, який здійснив втечу з концтабору. Від американця танкісти дізнаються, що фашисти готуються підірвати розташований поблизу містечка Лаубана секретний військовий завод разом з двома тисячами військовополонених: французів, англійців і американців. Група Горєлова, яку переслідують вороги, вирішує йти на виручку союзникам…

## У ролях
- Валерій Юрченко —  майор Олександр Горєлов
- Ірина Рєзнікова —  лейтенант Люся Северцева
- Олександр Панкратов-Чорний —  старший лейтенант Георгій Петренко (Жора „циркач“)
- Арунас Сторпірштіс —  Саймон Хантер
- Нійоле Ожеліте —  Хельга Ведекинд '
- Сейдулла Молдаханов —  рядовий Булат
- Ігор Черницький —  Окороков
- Іван Бортник —  старшина Андрій бабуля
- Станіслав Рій —  Вовк
- Іван Бортник — Бабула
- Вітя Анісімов — рядовий Коля Зайкін
- В епізодах: А. Бєлий, Сергій Гаврилюк, В. Жилинос, О. Ізмайлов, Она Кнапкіте, Яніс Мелдеріс (полковник Кносберг), І. Маковкін, Ю. Нездименко, Віктор Панченко, В. Подтягін, Вікторас Плют (начальник табору), С. Румянцева, Леонід Яновський (божевільний німець)

## Творча група
- Автор сценарію: Євген Онопрієнко
- Режисер-постановник: Іван Горобець
- Оператор-постановник: Геннадій Карюк
- Композитор: Віктор Власов
- Звукооператор: Анатолій Нетребенко
- Художник-постановник: Муза Панаєва
- Режисери: В. Вінников, Геннадій Тарасуль
- Оператори: Володимир Гагкаєв, І. Красовський
- Художник по костюмах: Н. Акімова
- Художники по гриму: Володимир Талала, Людмила Кубальська
- Режисер монтажу: Вікторія Монятовська
- Асистенти режисера: А. Рабінович, І. Васильєва, М. Юрченко
- Асистенти оператора: К. Кудрявцев, Віктор Ноздрюхін-Заболотни
- Художник-декоратор: Олексій Бокатов
- Редактор: Анатолій Демчуков
- Оркестр Держкіно СРСР, диригент — Н. Соколов
- Головний консультант: Двічі Герой Радянського Союзу, генерал-полковник Д. А. Драгунський
- Директори картини: Леонід Волчков, Інна Плотникова